# Sinkolo
Sinkolo is een gemeente (commune) in de regio Sikasso in Mali. De gemeente telt 12.400 inwoners (2009).
De gemeente bestaat uit de volgende plaatsen:
- Blendo
- Chiou
- Djèlè
- Djombougou
- Gouantéré
- Kokosso
- N'Gongona
- Sinkolo
- Sissoumana